# Anatispinosa
Anatispinosa is een geslacht van wandelende takken uit de familie Bacillidae. De wetenschappelijke naam van dit geslacht is voor het eerst voorgesteld door Nicolas Cliquennois in een publicatie uit 2023. De soorten van dit geslacht komen op Madagaskar voor en zijn alleen bekend van het Nationaal park Marojejy.

## Soorten
- Anatispinosa elongata Cliquennois, 2023
- Anatispinosa tumidicollis Cliquennois, 2023